# Chiesa dei padri Somaschi (Messina)
Chiesa dei padri Somaschi era un progetto di Guarino Guarini per i padri Somaschi in Messina. Si tratta di una chiesa progettata probabilmente da Guarini nel periodo della sua permanenza a Messina tra il 1660 e il 1662; illustrata in due tavole del trattato di Architettura civile in cui Guarini raccolse i suoi progetti ed edito postumo, sembra anticipare le grandi cupole nervate guariniane di Torino.. Alcuni autori hanno ritenuto fosse stata costruita dopo la sua partenza e poi distrutta nei terremoti subiti dalla città. Oggi si ritiene che sia rimasta a livello progettuale, oppure costruita successivamente su progetto assai rimaneggiato e distrutta nel terremoto del 1908.
In effetti sono molti i problemi aperti della letteratura storiografica dedicata all'architetto modenese e relativi a questo progetto. Le sue particolari connotazioni hanno creato sostanziali incertezze sulla sua collocazione cronologica e sul suo ruolo nella maturazione delle esperienze progettuali di Guarini, tanto da proporre una datazione successiva al 1662, quando, ormai lontano da Messina, si trovava a Parigi per progettare la chiesa di Sainte-Anne-la-Royale, a contatto con l'architettura gotica.
La pianta è centrale, con un insolito perimetro esterno dodecagonale. All'interno di un ambulacro che fa da filtro si trova lo spazio centrale a forma di esagono regolare segnato da sei pilastri la cui plasticità è accentuata da tre colonne poste sugli angoli, con forte effetto chiaroscurale. I pilastri sostengono il tamburo segnato da archi intrecciati che, partendo dai vertici dell’esagono di base, si incontrano a mezz’aria definendo nuovamente un esagono più piccolo. 
L’intreccio degli archi, poi presente in altri progetti di Guarini, può derivare dall’influenza dell’architettura islamica che Guarini può aver conosciuto durante i suoi viaggi in Spagna e Sicilia.

## Note

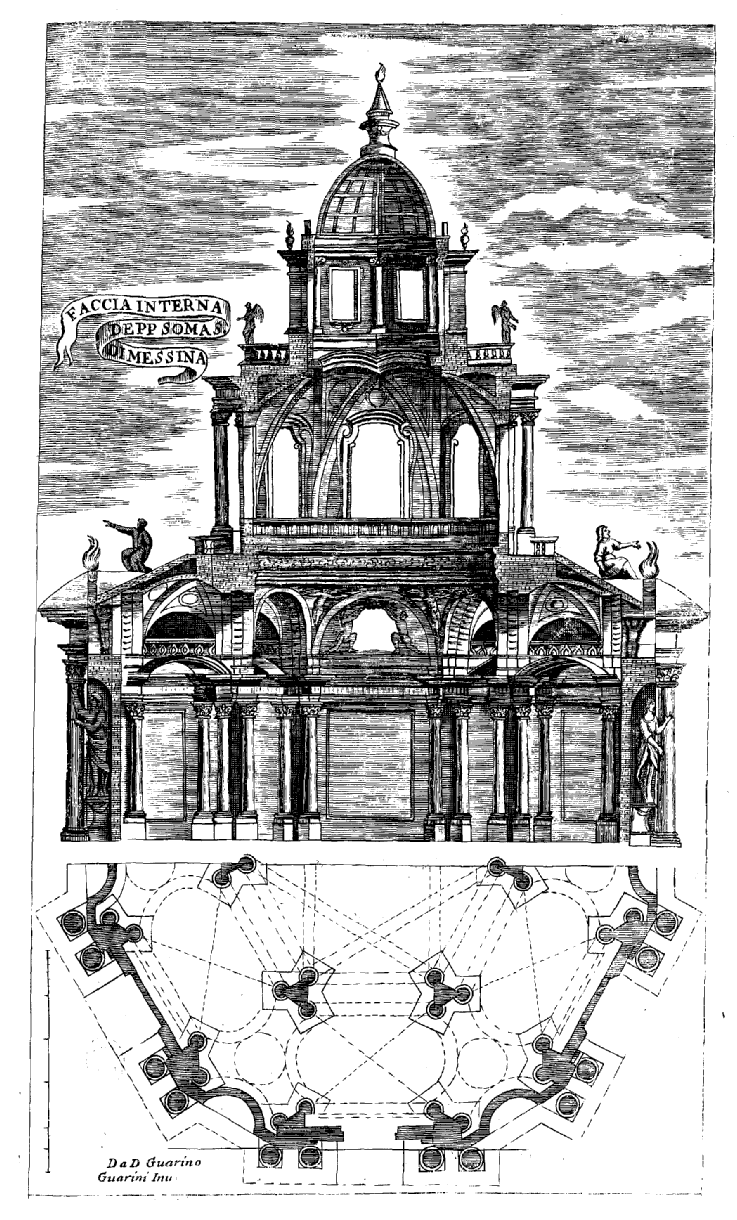
La sezione della chiesa dei Somaschi in uno dei disegni del trattato di Architettura Civile di Guarini